# Kutyski (województwo mazowieckie)
Kutyski – wieś w Polsce położona w województwie mazowieckim, w powiecie sokołowskim, w gminie Kosów Lacki. Ma status sołectwa.
Wieś była początkowo przysiółkiem wsi Wyszomierz i Niepiekły. W połowie XVI wieku nosiła nazwę Wyszomierz Wypychy. Nazwę wzięła od spotykanego w rodzie Wyszomierskich herbu Rawicz przydomku Kutaska. W 1523 roku występuje w Księgach Grodzkich Drohickich Stanisław Kutaska z Wyszomierza. W 1567 roku na pospolite ruszenie w Radoszkowicach stawiło się ze wsi Wyszomierz Wypychy 9 zbrojnych, wśród nich Szczęsny Kutyska. W roku 1600 Zofia i Dorota występują o spadek po ojcu - Feliksie Kutaska, synu Mateusza Kutaska. W roku 1605 po raz pierwszy pojawia się nazwisko Kutyski. W 1606 roku wieś występuje pod nazwą Wyszomierz - Kutaski. Po zniszczeniu w czasie "potopu" sąsiednich Niepiekłów, w Kutaskach następuje skokowy przyrost liczby mieszkańców. Później nazwę zmieniano na Kuteski lub Kutyski.[źródło: księgi grodzkie drohickie, AGAD].
W latach 1975–1998 miejscowość administracyjnie należała do województwa siedleckiego.
Mieszkańcy wyznania rzymskokatolickiego należą do parafii św. Wojciecha w Skibniewie-Podawcach.